# 卡伊科与科科什
《卡伊科与科科什》是改编自波兰同名漫画系列的点击式冒险游戏。游戏亦喜剧方式，讲述卡伊科和科科什两名波兰战士的冒险故事。游戏由波兰七星工作室开发；Amiga版于1994年发行，MS-DOS版于1995年发行，Windows版于1998年发行；漫画作者雅努什绘制游戏插画。游戏取得商业成功，但媒体评论褒贬不一。

## 玩法
游戏改编1987年漫画《卡伊科与科科什之博罗斯特沃鲁夫大陆》及其他几款《卡伊科与科科什》漫画作品。《卡伊科与科科什》为标准的点击式冒险游戏，玩家控制两名主人公探索游戏世界，与其他角色和各类对象互动。

## 开发
游戏由波兰小工作室“七星”开发；其员工多来自一家名为ASF，为雅达利平台开发游戏的工作室。他们取得了畅销漫画系列《卡伊科与科科什》的授权，并请漫画作者雅努什·赫里斯塔茨绘制游戏插画。彼得·貝內德克特谱写启动画面音乐。因资金问题，团队未聘请专业作曲师和动画师；故游戏没有配乐，大多数场景也没有动画。
游戏于1994年在Amiga平台首发，1995年在MS-DOS平台发行，1998年在Windows平台发行。前两版游戏标题仅为“卡伊科与科科什”，Windows CD版题为“卡伊科与科科什之博罗斯特沃鲁夫大陆”（Kajko i Kokosz w Krainie Borostworów）。游戏未仔细测试便仓促上架，故埋下了重大的Bug。之后开发者召回了第一批产品，并更换了大量售出的游戏。游戏亦于捷克发行，题为“加尔斯克国历险记”（Příhody z Galské Země）。

## 评价
《卡科伊与科科什》漫画于1989年完结，广受波兰年轻人欢迎。因漫画作者参与制作，加之营销活动取得成功，游戏迅速售出20,000套，取得商业成功。
然而，游戏所获评价褒贬不一。波兰电子游戏杂志《特工处》为Amiga版游戏打出77/100分。该杂志为翌年的MS-DOS版打出35/100的低分；但另一波兰杂志《赌徒》对此版本评价较高，打出了70/100。Windows CD版的评价亦较低，《CD-Action》和《游戏帝国》均打出了40/100。
多篇波兰评测乐见畅销漫画登陆电脑屏幕，并称赞游戏忠实还原了漫画情节与作画。评论批评Amiga版界面落伍、不直观。DOS版修复了部分问题，但仍有诸多不足，如谜题糟糕、配乐欠奉、色彩单调，落后于同期西方游戏。CD版修复了许多错误，如删掉了不佳的谜题。该版本新增配音，但被指品质不专业。
尽管游戏所获评价两极，但被视为邪典追捧游戏。《卡科伊与科科什》的多款改编游戏中，以本游戏最为知名。